# 20 fenigów wzór 1917
20 fenigów wzór 1917 – moneta dwudziestofenigowa, wprowadzona do obiegu w Generalnym Gubernatorstwie Warszawskim 16 lutego 1917, wycofana z obiegu w II Rzeczypospolitej 1 lipca 1924 r. w wyniku reformy walutowej Władysława Grabskiego.
Dwudziestofenigówkę wzoru 1917 bito z datami rocznymi 1917 oraz 1918.

## Awers
W centralnym punkcie umieszczono orła w koronie, z dużą dodatkową koroną nad głową, po dwóch stronach ogona litery F F – znak mennicy w Stuttgarcie, a dookoła całości gwiazdki.

## Rewers
Na tej stronie monety znajduje się cyfry 20, poniżej napis „FENIGÓW”, a pod nim rok 1917 lub 1918, z pojedynczymi gwiazdkami przed i po dacie, dookoła napis „KRÓLESTWO POLSKIE”.

## Nakład
Mennica w Stuttgarcie biła monety na krążkach stalowych o średnicy 23 mm i masie 4 gramów, z rantem gładkim, według wzoru nieznanego na przełomie XX i XXI w. projektanta.
Niektóre katalogi podają informację, że krążki mennicze były poddawane specjalnemu procesowi cynkowania cienką warstwą, zwanym po niemiecku sheradisierung.
Nakłady monety w poszczególnych rocznikach wynosiły:
| Lp. | Rocznik | Nakład (sztuk) | Zdjęcie |
| --- | ------- | -------------- | ------- |
| 1   | 1917    | 1 900 000      |         |
| 2   | 1918    | 19 259 800     |         |

## Opis
Rocznik 1917 jest wyraźnie rzadszy na rynku kolekcjonerskim.
W katalogu Czesława Kamińskiego wydawanym w latach 1972–1992, dopiero w 6. wydaniu, z 1983 r., pojawiła się informacja, że rocznik 1917 bito również w cynku. Ten zapis zniknął jednak w następnych wydaniach (1988 i 1992).
W obrocie kolekcjonerskim pojawiają się również egzemplarze obydwu roczników wybite stemplem lustrzanym.